# Ј
Ј (onderkast ј) is een letter van het cyrillische alfabet die in het Servisch, Macedonisch en Azerbeidzjaans wordt gebruikt. Hij wordt als /j/ uitgesproken. Deze letter kan met de Latijnse J worden verward.

## Weergave

### Unicode
De Ј en ј zijn in 1993 toegevoegd aan de Unicode 1.0 karakterset.
In Unicode vindt men Ј onder het codepunt U+0408 (hex) en ј onder U+0458.

### HTML
In HTML kan men voor Ј de code &Jsercy; gebruiken, en voor ј &jsercy;.